# The Man Who Was Afraid (film 1917)
The Man Who Was Afraid è un film muto del 1917 diretto da Fred E. Wright e prodotto dalla Essanay di Chicago. La sceneggiatura di H. Tipton Steck si basa su un racconto di Mary Brecht Pulver apparso su The Saturday Evening Post di cui non si conosce la data certa di pubblicazione, ambientato in un periodo di guerra e tensioni tra Stati Uniti e Messico.

## Trama

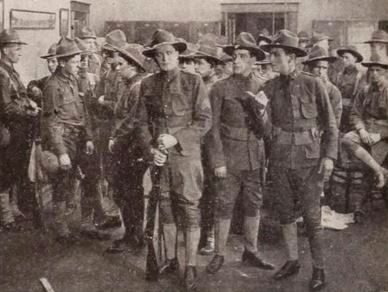
Bryant Washburn (al centro)

Una madre iper protettiva ha ridotto il giovane Benton Clune ad essere un ragazzo tanto poco coraggioso che, quando scoppia la guerra e il reggimento della Guardia Nazionale dove lui serve, viene richiamato, lui - seguendo i consigli della madre - si dimette. Tutti i suoi compagni gli danno allora del codardo e la fidanzata, Elsie Revere, lo lascia. Ferito dagli insulti, Benton raggiunge il reggimento proprio mentre i soldati si trovano in una situazione molto difficile. Il colonnello chiede un volontario per andare a chiedere rinforzi. Una missione così pericolosa che chi la eseguirà sembra votato a sicura morte. Benton si offre volontario, mentre tutti coloro che lo avevano in precedenza insultato e deriso cercano di dissuaderlo. Ma il giovane riuscirà ad attraversare le linee nemiche, sfidando ogni pericolo: dimostrerà così di non essere un vigliacco e riconquisterà il cuore di Elsie.

## Produzione
Il film fu prodotto dalla Essanay Film Manufacturing Company.

## Distribuzione
Il copyright del film, richiesto dalla Essanay Film Mfg. Co., fu registrato il 20 giugno 1917 con il numero LP10992.

Distribuito dalla K-E-S-E Service, il film uscì nelle sale cinematografiche statunitensi il 2 luglio 1917.
Copia completa della pellicola si trova conservata negli archivi della Library of Congress di Washington.